# チャンステーマ
チャンステーマとは、主にプロ野球の私設応援団が、自チームの攻撃中においてチャンスが到来した時に、選手別応援歌に代えて演奏する応援歌のことである。チャンテと略されることが多い。

## 概要
日本のプロ野球においては、選手が打席に立っている際に演奏されるのはチーム応援歌ではなく選手別応援歌であるが、チャンスの場面では打席に誰が立っているかを問わず「チャンステーマ」が演奏されることがある。チャンステーマが発動するのは、得点圏（二塁や三塁）に走者がおり、私設応援団が特に重要な局面だと判断した場合に限られる。そのため得点圏に走者がいても、試合序盤や大きく点差がついている状況では発動しないことがある。一方で得点圏に走者がいない場面でも、チームに良い流れが来ている場合などには発動することがある。なお球団によっては、チャンステーマではないものの打席中に使用されるチーム応援歌として「マルチテーマ」というものも存在し（名称は異なる場合がある）、得点圏に走者がいるかいないかに関わらず柔軟に運用される。
1980年代頃からチャンス時に専用の手拍子やコールを使用する応援団もあったが、曲としてのチャンステーマは、1990年代後半に近鉄バファローズの応援団が導入した『暴れん坊将軍』のテーマ曲が最初である。現在では全ての球団にチャンステーマがあり、応援団がオリジナル曲を制作したり、過去に在籍していた選手の応援歌をチャンステーマとして流用する例も見られる。球団によっては地域限定のチャンステーマも存在するが、その地域の応援団員が遠征をしている場合や、ポストシーズンなどの重要な試合の場合には、該当地域外でも使用されることがある。
選手別応援歌と異なり、チャンステーマは打席中エンドレスで演奏される。アウトになっても曲を止めずに、ヒットが出るか3アウトになるまで演奏を続ける球団が多い。また、チャンステーマを使用すべきか微妙な場面などでは、選手別応援歌を数コーラス演奏してから、打席の途中でチャンステーマに切り替えるといったパターンが、一部の球団で見受けられる。

## セントラル・リーグでの使用曲
個人チャンステーマを除く。マルチテーマなどは打席中に使用されるものに限る。

### 読売ジャイアンツ
- ヒッパレ（1999年後半 - ）
  - 原曲は『ザ・ヒットパレード』のテーマ曲。
  - 同球団の応援で、最初に球場において使用されたチャンステーマである[注 1]。後年にチャンステーマが増えていくにつれ、大量得点が入り押せ押せの場面で使用されるようになっていった。
  - 曲に合わせてタオルを頭上で振り回す応援スタイルとなっている。これは当時、千葉ロッテマリーンズがタオルを回すチャンステーマを導入し一部で話題になっていたため、同様の応援を取り入れたという経緯がある。当初はロッテ同様に白いタオルを回す応援スタイルだったが、しばらくしてチームカラーであるオレンジのタオルを回すようになった。
- バタフライ（2001年 - ）
  - 原曲はSmile.dkの同名楽曲[注 2]。
  - 試合序盤から中盤の、ややチャンスの場面で使用されることが多い。選手名をコールしない唯一のチャンステーマであることから、チームを奮起させる目的でイニング開始前に使用されることもある。
- ファイター（2002年 - ）
  - 原曲は旧三菱ふそう川崎硬式野球部の応援歌。
  - 試合序盤から中盤のチャンスで使用されることが多い[注 3]。
- Gフレア（2009年 - ）[注 4]
  - 試合中盤以降の大チャンスで使用されることが多い。
- 勝ち取れ！（2013年 - ）
  - 試合終盤の大チャンスで使用されることが多い。

#### 地域限定のチャンステーマ
- 北海道限定チャンステーマ「スパルタンX」（2008年 - ）
  - 原曲は同名映画の主題歌。
  - 北海道の応援団が遠征時には、東京ドームなど他球場でも使用されることがある。

### 東京ヤクルトスワローズ
- チャンステーマ1「夏祭り」（2003年 - ）
  - 原曲はJITTERIN'JINNの「夏祭り」[注 5]。
  - 試合終盤のチャンスで使用されることが多い。
- チャンステーマ2「ルパン」（2010年 - ）
  - 原曲は「ルパン三世のテーマ」。
  - 試合序盤から中盤のチャンスで使用されることが多い。
- チャンステーマ3（2012年の後半戦 - ）
  - 原曲はコンピュータゲーム『逆転検事2』のBGM「追究 〜つきとめたくて」。
  - 逆転狙いのチャンス時に使用されることが多い。
- チャンステーマ4（2016年 - ）
  - 試合中盤以降のチャンスで使用されることが多い。
- チャンステーマ5（2024年 - ）

#### マルチテーマなど
- マルチテーマA「錨を上げて」（2007年 - ）
  - 原曲は「錨を上げて」（荒井幸雄や松元ユウイチの応援歌でもあった）。
  - 走者が一塁に出た後など、チャンスメイクの場面で使用されることが多い。
- マルチテーマB「KO!」（1970年代後半 - ）
  - 原曲は『ポパイ』のテーマ曲。「マルチテーマB」という名称になったのは2010年代になってから。
  - 押せ押せで相手投手をノックアウトできそうな場面で使用される。また、死球出塁時や相手投手の交代時にも使用される。
  - 歌詞がなく曲末尾に「KO! KO! ○○（相手球団名）」のコールが入るのみだが、相手球団を罵倒する歌詞を勝手につけて歌うファンも一部にみられる。また「KO! KO! ○○」のコールの際に、相手球団の応援団がいるスタンド側に向かって親指を下に向けて挑発するポーズを取るファンも一部にみられる。得点時に演奏される「東京音頭」でも同様の現象が起こるが、あくまでも一部のファンが独自に始めたものであり、私設応援団はこれらを支持しない方針を示している。
- マルチテーマC（2012年 - ）
  - 原曲はコンピュータゲーム『ポケットモンスター 金・銀』のエンディングテーマ。
  - 得点後に押せ押せの状況が続く時や、相手投手の交代時などに使用されることが多い。
  - 曲に合わせて傘を回す応援スタイルとなっている。「東京音頭」以外でも傘を使う新たな応援として導入された。
- マルチテーマD「今ここから」（2017年 - ）
  - 当初は「試合開始テーマ」の名称で初回攻撃前の応援歌として導入された。2018年からはマルチテーマの扱いとなり、初回だけでなく終盤の重要なイニングの攻撃開始前などにも使用されるようになった。

以下の共通テーマについては、「打者・場面を限定せず、どんな場面でも使える応援歌」というコンセプトで導入された。
- 共通テーマα〈アルファ〉（2014年 - ）
  - 原曲は日本大学第三高等学校の応援歌「Come On!!!」。
  - 数回繰り返された後に、通常の応援またはチャンステーマに切り替わる。
- 共通テーマβ〈ベータ〉（2014年 - ）
  - 原曲はいきものがかりの「気まぐれロマンティック」。
  - 2死走者無しなどの状況でも流れを変えるために演奏されることがあり、使用場面が特に幅広い。
- 共通テーマγ〈ガンマ〉（2018年 - ）
  - 原曲は陰陽座の「甲賀忍法帖」。
- 共通テーマδ〈デルタ〉（2024年 - ）
  - 原曲はニンテンドーDS『英単語ターゲット1900』のBGM「Counter Strike」
- 甲子園球場限定マルチテーマ「どか～ん」（2015年 - ）
  - 原曲は真心ブラザーズの「どか～ん」。

※「○○倒せ」という歌詞またはコールが入っている応援歌では、○○には「読売」などの相手球団名が入る。変則的なパターンとして、DeNAの場合は「横浜」、日本ハムの場合は「日ハム」、ロッテの場合は「ロッテを」、西武の場合は「西武を」、ソフトバンクの場合は「ホークス」となる。

### 横浜DeNAベイスターズ
- チャンステーマ0（2010年 - ）
  - 原曲はコンピュータゲーム『わんぱくダック夢冒険』の「月面ステージ」のBGM。
  - 試合序盤から中盤のチャンスで使用されることが多い。チャンスメイク（走者一塁）の場面で使用されることもある。
- チャンステーマ1（2003年 - ）
  - 原曲はパチスロ「アラジンA」の「アラジンチャンス」の際のBGM。
  - 試合中盤以降のチャンスで使用されることが多い。
- チャンステーマ2（2002年[注 6] - ）
  - 原曲はパチスロ「獣王」の「サバンナチャンス」の際のBGM。
  - チャンステーマ0または1の演奏が長引く場合に、打席の途中でこのチャンステーマに切り替わるパターンが多い。打席の冒頭から使用されることはほとんどない[注 7]。
- チャンステーマ3（1980年代 - ）
  - 満塁時の応援として大洋ホエールズ時代から使用されているが、2003年に「チャンステーマ3」という名称になった。現在では、満塁時でも他のチャンステーマが使用されることが多い。
  - 短いメロディと「ワッショイワッショイ」というコールの繰り返しを、相手投手が1球投げるごとにする。かつては近鉄バファローズなどの応援団も、これと同じメロディと「はよやれ」というコールの繰り返しを、マウンドに相手選手が集まる際に行っていた。
- チャンステーマ4（2004年 - ）
  - 原曲はロバート・ローズの応援歌。
  - 基本的にホームゲームで一打サヨナラの場面などに限って使用されるが、ビジターゲームにおいても終盤の押せ押せの場面や、相手投手の交代時などに使用されることがある[注 8]。また、ペナントレースにおける重要な試合やポストシーズンの試合においては、初回攻撃時に使用されることもある。
  - 曲末尾のコールは「勝つぞ！横浜！倒せ！○○！」であり、○○には「読売」「阪神」などの球団名が入る[注 9]。パリーグの場合は「日ハム」「楽天」「マリーンズ」「西武」「バファローズ」「ホークス」と球団によってコールが変則的になる[3]。
- Fight oh! YOKOHAMA（2013年 - ）
  - 試合終盤の大チャンスで使用されることが多い。

#### マルチテーマなど
- ライジングテーマ（2008年途中 -  ）
  - 原曲は木村由姫の「LOVE & JOY」。
  - 曲末尾のコールは「熱く！熱く！熱く！立ち上がれ！」で、大差でのビハインド時などに選手を鼓舞する目的で、ランナーの有無に関わらず使用される[注 10][4]。
  - 奇数コーラスは太鼓・トランペットによって演奏されるが、偶数コーラスは歌と手拍子のみのアカペラになる。
- 攻めまくれ（2013年 - ）
  - 原曲はパチスロ「CR花の慶次～漢」の挿入歌である角田信朗の「武士ノ花」。
  - 押せ押せの場面で、走者出塁の三三七拍子に続けて使用されることが多い。その場合、次の打者の打席冒頭（途中）まで繰り返され、通常応援やチャンステーマに切り替わる。相手投手の交代時などにも使用される。
  - 曲末尾のコールは「○○倒せ！絶対勝つぞベイスターズ！」であり、○○には相手球団名が入る。相手球団の呼び方は上述のチャンステーマ4と同じ。ただし、チャンステーマ4では西武ライオンズが「西武」とコールされるが、このテーマの場合には「ライオンズ」となる[3]。
- 押せ！押せ！ヨコハマ（2018年 - ）
  - 「声とトランペットの融合」がコンセプトになっており、初めて球場に来た人でも声を出せるようにトランペットの音色とシンプルな掛け声のみで構成されている。
  - 「攻めまくれ」と同様の場面で使用されている（本曲に続けて「攻めまくれ」が演奏されるケースもある）。
- BAY BLUE ANTHEM（2023年 - ）
  - ここ一番のチャンスで使用される短いテーマ曲。打席の最初に2回繰り返された後で、いずれかのチャンステーマに切り替わる。

※応援歌ではないが、大量リード時のチャンスで「横浜大漁節」という太鼓と掛け声のみの応援が行われる場合がある。

### 中日ドラゴンズ
- チャンステーマ1（2014年終盤 - ）
  - 原曲はピンク・レディーの「サウスポー」。
  - 新体制の中日ドラゴンズ応援団が結団されて、初めて作成されたチャンステーマである。後年にチャンステーマが増えていくにつれ、試合終盤の一打同点・逆転・勝ち越し（サヨナラ）の大チャンスで使用されるようになっていった。
  - 曲前半で「レッツゴー○○（選手名）」とコールする部分は、ひらがなで数えて5文字以上となる選手の場合には「レッツゴー」を省いて「○○（選手名）」のみとなる。
  - 2019年には当時監督であった与田剛から、歌詞中の「お前が」という一節が子どもの教育上不適切であるという指摘を受け、シーズン途中より使用を自粛していた[5]が、与田が退任した後の2022年シーズンから使用を再開した[6]。
- チャンステーマ2（2015年 - ）
  - 試合序盤から中盤のチャンスで使用されることが多い。
  - 曲末尾のコールは「燃えろ！燃えろ！○○倒せドラゴンズ」であり、○○には「読売」などの相手球団名が入る。変則的なパターンとして、DeNAの場合は「横浜」、日本ハムの場合は「日ハム」、ロッテの場合は「マリーンズ」、西武の場合は「西武を」、ソフトバンクの場合は「ホークス」となる。
- チャンステーマ3（2015年 - ）
  - 試合序盤から中盤の、ややチャンスの場面で使用されることが多い。
- チャンステーマ4（2016年 - ）
  - リード時の追い打ちをかけたい場面で使用されることが多い。
- チャンス打ち砕け（2025年 - ）
  - この年に監督に就任した井上一樹からの「威圧感あるチャンテ」を追加してほしいというお願い[7]に応える形で制作された。
- チャンス決めてくれ（2019年 - ）
  - 試合終盤のチャンスで使用されることが多い。

#### マルチテーマ
- Go! Dragons!（2020年 - ）
  - 押せ押せの場面で、ランナー出塁のヒットテーマに続けて使用されることが多い。その場合、次のバッターの打席冒頭（途中）まで繰り返され、通常応援やチャンステーマに切り替わる。
- Move Your Heart（2025年 - ）
  - この年より監督に就任した井上一樹からの「お願い」[7]に応える形で制作された。

### 阪神タイガース
全てオリジナル曲を使用している唯一の球団である。
- チャンスマーチ（2005年 - ）
  - 阪神タイガースの応援団が新体制となって、初めて作成されたチャンステーマである。後年にチャンステーマが増えていくにつれ、リード時の追い打ちをかけたい場面に限って使用されるようになっていった。
- チャンスわっしょい（2006年途中 - ）
  - 試合中盤以降の大チャンスで使用されることが多い。
- チャンス襲来（2010年 - ）
  - 通常のチャンスで使用されることが多い。
  - 私設応援団はファンに対して、メガホンを使わずに手拍子で応援するスタイルを推奨しているが、定着していない。
- T-WAVE（2017年 - ）
  - ややチャンスの場面で使用されることが多い。
  - slow ver.があり相手投手の交代時に使用されることが多い（かつては相手投手をノックアウトした際の「蛍の光」が阪神の名物応援であったが、対戦相手を侮辱する応援だとして批判も受け続けていたため[8]、2019年シーズンを最後に使用されなくなった）。

※「○○倒せ」という歌詞またはコールが入っている応援歌では、○○には「読売」などの相手球団名が入る。変則的なパターンとして、DeNAの場合は「横浜」、日本ハムの場合は「日ハム」、ロッテの場合は「ロッテを」、西武の場合は「西武を」、ソフトバンクの場合は「ホークス」となる。

### 広島東洋カープ
チャンステーマ1・2は、現在は欠番となっている。
- チャンステーマ3「飛ばすチャンス」（2009年 - ）
  - 試合中盤以降の大チャンスで使用されることが多い。
  - コール部分の末尾は決まっておらず、打者によって「タイムリー タイムリー ○○」や「ホームラン ホームラン ○○」、「絶対勝つぞ カープ」などと変化する[注 12]。
- チャンステーマ4「極チャンス」（2012年 - ）
  - 試合終盤の一打同点・逆転・勝ち越し（サヨナラ）の大チャンスで使用されることが多い。
- チャンステーマ5「チャンス・スーパー」（2016年 - ）
  - 原曲はSuperflyの「愛をからだに吹き込んで」。
  - 通常のチャンスで使用されることが多い。
- チャンステーマ6（2024年 - ）
  - 序盤のチャンスや、ややチャンスの場面で使用されることが多い。

#### マルチテーマ
- 攻めろ！（2018年 - ）
  - 原曲はプロレスラーの内藤哲也の入場曲「STARDUST」。
  - 押せ押せの場面で、ランナー出塁の三三七拍子に続けて使用されることが多い。その場合、次の打者の打席冒頭（途中）まで繰り返され、通常応援やチャンステーマに切り替わる。
- マルチテーマ「新井貴浩監督のテーマ」（2023年 - ）
  - 原曲は新井監督の選手時代の応援歌。
  - 走者が一塁に出た後など、チャンスメイクの場面で使用されることがある。また、イニング開始前や相手投手の交代時にも使用される。

## パシフィック・リーグでの使用曲
個人チャンステーマを除く。マルチテーマなどは打席中に使用されるものに限る。

### 北海道日本ハムファイターズ
- チャンステーマ1「北の国から」（2004年 - ）
  - 原曲はさだまさしの「北の国から〜遥かなる大地より〜」。
  - 試合終盤の一打同点・逆転・勝ち越し（サヨナラ）の大チャンスで使用されることが多い。
  - 初期の頃は、鳴子を手に持ちながら応援するスタイルが模索されたが、定着しなかった。
- チャンステーマ2「ワッショイ」（2000年 - ）
  - 原曲は森範行（後に橋上秀樹に流用）の応援歌。
  - 東京ドームを本拠地としていた時代から存在していた、球団初のチャンステーマ。後年にチャンステーマが増えていくにつれ、リード時の追い打ちをかけたい場面などに限って使用されるようになっていった。
- チキチキバンバン（2008年 - ）
  - 原曲は映画「チキ・チキ・バン・バン」の主題歌。
  - 試合中盤以降の大チャンスで使用されることが多い。
  - 野球の鳴り物入り応援史上初めて、男女別のコールが取り入れられた曲である。男性「打って打って○○！」 → 女性「打って打って○○！」 → 全員「今だチャンスだ○○！」の流れとなっている。
  - 元は関東限定チャンステーマであったが、2011年から全国の球場で使用されるようになった。
- ジンギスカン（2008年 - ）
  - 原曲はジンギスカンの同名楽曲。
  - 試合序盤から中盤のチャンスで使用されることが多い。
  - 元は北海道限定チャンステーマであったが、2023年後半戦から全国の球場で使用されるようになった。それに伴って男女別のコールが取り入れられた[注 13]。
- 酔いどれマーチ（2012年 - ）
  - 原曲はザ50回転ズの同名楽曲。
  - 元は関東限定チャンステーマであったが、2023年後半戦から全国の球場で使用されるようになった。
  - 「チキチキバンバン」と同様に、男女別のコールが取り入れられている。
- チャンス一撃！（2012年 - ）
  - 試合序盤から中盤のチャンスで使用されることが多い。
  - 曲に合わせて選手名をコールする部分は、試合が行われる地域によって変化する。北海道では「けっぱれ○○！」、関東では「打て打て○○！」、関西では「打ったれ○○！」、福岡では「打つばい○○！」となる。
  - 元は関西限定チャンステーマであったが、2023年後半戦から全国の球場で使用されるようになり、「打ったれ○○！」のコール部分が上述のように地域によって変化するようになった。

#### マルチテーマなど
- チャンスメイクテーマ（2014年 - ）
  - 走者が一塁、または一塁と二塁にいる状況で、盗塁やヒットエンドランが期待できる場面で使用されることが多い。
  - コールは「Go Go（走者名）Go Go（走者名）レッツゴー（打者名）」で、走者が二人いる場合は「Go Go（一塁走者名）Go Go（二塁走者名）レッツゴー（打者名）」となる。
  - 演奏が長引く場合には、打席の途中で選手別応援歌に切り替わる。
- Go to チャンス（2025年 - ）
  - イニング前や相手投手の交代時に演奏開始して、そのまま打者の応援に使用されることが多い（打席の途中で選手別応援歌に切り替わる）。

#### 地域限定のチャンステーマ
- 仙台限定チャンステーマ（1作目）
  - 原曲は中島光一作詞作曲の童謡「大きなうた」。
  - 楽天イーグルスの本拠地である宮城球場ではトランペットの使用が禁止されているため、合唱形式のチャンステーマが取り入れられた。
  - 現在ではほとんど使用されていない。
- 仙台限定チャンステーマ（2作目）
  - 音階はなくコールのみのチャンステーマ。上記の「チキチキバンバン」と同様に、男女別のコールが取り入れられている。
- 東京ドーム限定チャンステーマ（2010年 - ）
  - 原曲は東京が本拠地だった頃の球団応援歌「それゆけぼくらのファイターズ」。
  - クライマックスシリーズなどの重要な試合では他の球場でも使われることがあり、その場合は曲末尾の「東京！ドームで！」のコール部分が当該球場の名前に変化する。
- 西日本限定チャンステーマ（2015年 - ）[注 14]

### 東北楽天ゴールデンイーグルス
- ベニーランド（2005年6月 - ）
  - 原曲は仙台市にある遊園地「八木山ベニーランド」のCMソング。
  - 球団創設の年に作られたチャンステーマであり、初期段階では東北限定で使用。
  - 本拠地球場以外ではトランペットが使えるため、「青葉城恋唄」のファンファーレから応援が始まることが多い。
  - 試合中盤以降のチャンスで使用されることが多い。
- イモニレンジャー（2008年 - 2018年、2023年 - ）
  - 原曲は山形のローカルヒーロー「大鍋宣隊イモニレンジャー」のテーマ。
  - 2008年に「東北限定チャンステーマ2」として制作され、2009年から2018年までは全国の球場で「チャンステーマ2」として使用。2023年から2024年までは「山形限定チャンステーマ」として使用されていた。2025年に全国向けのチャンステーマとして復活した。
- チャンス突撃（2019年 - ）
  - 試合序盤から中盤のチャンスで使用されることが多い。
- 戦いのとき（2020年 - ）
  - 試合終盤の一打同点・逆転・勝ち越し（サヨナラ）の大チャンスで使用されることが多い。
- レッツゴーわっしょい（2023年 - ）
  - 試合中盤以降の大チャンスで使用されることが多い。

#### マルチテーマなど
- フィーバーテーマ（2012年 - 2015年、2017年 - ）
  - 原曲はGReeeeN×ベッキー♪♯の「GOOD LUCKY!!!!!」。
  - 元は「関西限定チャンステーマ2」で、2017年に「フィーバーテーマ」として復活したのち、2019年から全国の球場で使用されている。
  - 大差をつけながらなおもチャンスの場面など、追い打ちをかけたい場面で使用されることが多い。
  - 曲に合わせてタオルを頭上で振り回す応援スタイルになっている。
- マルチテーマ1（2016年 - ）
  - 元は「関西限定マルチテーマ」で、2018年から現名称になり全国の球場で使用されている。
  - ランナーの有無に関わらず、チャンスメイクの場面で使用されることが多い。イニング開始前や相手投手の交代中に使用されることもある。
- マルチテーマ2（2013年 - ）
  - 原曲はZONEの「true blue」。
  - 元は「東北限定チャンステーマ2」で、2018年から現名称になり全国の球場で使用されている。
  - ランナーの有無に関わらず、押せ押せの場面で使用されることが多い。イニング開始前や相手投手の交代中に使用されることもある。

#### 地域限定のチャンステーマ
- 岩手限定チャンステーマ（2023年 - ）
  - 原曲はゴダイゴの「銀河鉄道999」。
  - 2008年から2018年まで「東北限定チャンステーマ1」として使用されていた。
- 関西限定チャンステーマ（2010年 - 2018年、2023年 - ）
  - 原曲は中之島ゆきの「出町柳から」。
- 九州限定チャンステーマ（2008年 - 2018年、2023年 - ）
  - 原曲は宮永英一の「琉球三国志」。

### 千葉ロッテマリーンズ
チャンステーマ2と4は2025年から使用されておらず、球団ホームページの応援歌コーナーからも削除されている。
- チャンステーマ1（2010年 - ）
  - 原曲はパチスロ「デコトラの鷲」の「車BIG」の際のBGM。
  - 千葉ロッテマリーンズの応援団が新体制となって、初めて作成されたチャンステーマである。現在では、延長戦での大チャンス時など限られた場面でしか使用されていない。
- チャンステーマ3（2011年 - ）
  - 原曲はパチスロモンキーターンの「SG RUSH」優勝戦部分のBGM[注 15]。
  - 現在では、延長戦での大チャンス時など限られた場面でしか使用されていない。
- チャンステーマ5（2018年 - ）
  - 原曲は東京スカパラダイスオーケストラの「砂の丘〜shadow on the hill〜」。
  - 試合終盤の大チャンスで使用されることが多い。
- チャンステーマ6（2025年 - ）
  - 試合終盤のチャンスで使用されることが多い。

#### マルチテーマ
- ロマサガ（2013年 - ）
  - 原曲はコンピュータゲーム『ロマンシング サ・ガ』の「バトル2」のBGM。
  - ビハインド時のチャンスメイクの場面で使用されることが多い。

※イニング前や相手投手の交代中なども含めて使用するマルチテーマは、他球団よりも数が多く入れ替わりも激しいため記載を省略する。

#### 地域限定のテーマ
- 甲子園・地方球場限定テーマ「海のトリトン」（2013年 - ）
  - 原曲は同名テレビアニメのエンディングテーマ「GO! GO! トリトン」。
  - 高校野球の応援スタイルをオマージュしている。
- 甲子園・地方球場限定テーマ「アフリカン・シンフォニー」（2013年 - ）
  - 原曲はヴァン・マッコイ&ザ・ソウル・シティ・シンフォニーの同名楽曲。
  - 高校野球の応援スタイルをオマージュしている。
- 沖縄限定テーマ「マリーンズサンバ」（2017年 - ）
  - 原曲は興南高等学校の応援曲「興南サンバ」。

### 埼玉西武ライオンズ
- チャンステーマ1（1998年終盤 - ）[注 16]
  - 原曲はテレビアニメ『ジャングル大帝』のエンディングテーマ「レオのうた」のAメロ部分（同じ曲のサビ部分は、後述のチャンステーマ4で使用）。
  - 試合序盤から中盤の大チャンスで使用されることが多い。
- チャンステーマ2（2003年 - ）
  - 原曲は清原和博の応援歌（スイス民謡「ホルディリディア」のアレンジ）[注 17]。
  - 得点が入り、なおもチャンスの場面で使用されることがある。
  - ファンが歌いながら左右に移動する応援スタイルになっており、「民族大移動」と呼ばれることがある。
- チャンステーマ3（2005年 - ）
  - 試合序盤から中盤のチャンスで使用されることが多い。
- チャンステーマ4（2011年 - ）
  - 前半部分はオリジナル曲で、後半部分の原曲はテレビアニメ『ジャングル大帝』のエンディングテーマ「レオのうた」のサビ部分。
  - 野球の鳴り物入り応援史上初めて、男女別の歌唱パートが取り入れられた曲である。
  - 試合中盤以降の大チャンスで使用されることが多い。
- Flag to Victory（2017年 - ）
  - チャンスさらに広げていきたい場面で使われることが多く、実際に広がった場合には、上記のチャンステーマへ切り替わることがある。
  - 後述の「サンバソーリャセ」などと同様に曲に合わせてフラッグを振るが、前半は縦振りで後半は横振りとなる。
- 外国人選手専用チャンステーマ1
  - 原曲はパグリアルーロ、マルティネス、カブレラらの応援歌。
- 外国人選手専用チャンステーマ2
  - 原曲はクーパーらの応援歌。
- 背番号1の選手専用チャンステーマ「ジェットミサイル」
  - 元は秋山幸二（背番号1）の応援歌で、背番号1の選手に加えて同姓の選手にも適用される（過去の例：秋山翔吾）。
  - 原曲は荻野目洋子の「恋してカリビアン」。
- 背番号7の選手専用チャンステーマ「セブン」
  - 元は石毛宏典（背番号7）の応援歌。
  - 原曲は『ウルトラセブン』のテーマ。

- サンバソーリャセ（2005年 - ）
  - 大量得点が入り、押せ押せの場面で使用されることが多い。
  - 曲に合わせてフラッグを振る応援スタイルとなっている[注 18]。
- かっ飛ばせ若獅子（2005年 - ）
  - 使用場面・応援スタイルともに「サンバソーリャセ」と同様だが、現在ではほとんど使用されていない。

#### 地域限定のチャンステーマ
- 大宮限定チャンステーマ（2014年 - ）
  - 原曲はジプシー・キングスの「ボラーレ」。
  - 例年、県営大宮球場で主催試合があるため。歌詞に「大宮」という文言が入っている。
- 東北限定チャンステーマ（2017年 - ）
  - 原曲はBeliniの「サンバ・デ・ジャネイロ」。
- 沖縄限定チャンステーマ（2017年 - ）
  - 原曲はBEGINの「オジー自慢のオリオンビール」。
  - 曲末尾のコールは「かっとばせ！○○　泡盛飲ませろライオンズ」。なお、沖縄の試合では通常の選手別応援歌のコールも「かっとばせ！○○　オリオンビールで、あっり乾杯」と変則的になる。
- 西日本限定チャンステーマ（2019年 - ）
  - 原曲はOi-SKALL-MATESの「NUTTY SOUND」。

### オリックス・バファローズ
- タオル（2000年 - ）
  - 旧大阪近鉄バファローズのチャンステーマ2。
  - マフラータオルを掲げて曲に合わせて踊る“タオルダンス”が名物となっている[注 19]。
  - 試合序盤から中盤のチャンスで使用されることが多い。
  - 2018年にはメロディーラインを沖縄民謡風にした「琉球のタオちゃん」というバージョンが作られ、沖縄県出身の選手がチャンスで打席に立つときや使用される。また、沖縄主催ゲームでは全選手琉球のタオちゃんを使用する。
- ジャンプ（1999年 - ）
  - 旧オリックス・ブルーウェーブのチャンステーマで、元は高橋智の応援歌（原曲は山本正之の「逆転イッパツマン」）[注 20]。
  - ややチャンスの場面（試合序盤など）で使用されることが多い。
  - 曲に合わせてジャンプする応援スタイルであるが、本拠地の京セラドーム大阪では球場ルールによりジャンプ禁止となっており、2023年以降は同球場での使用が大幅に減少している。
- 丑男 〜COW BOY〜（2005年 - ）
  - オリックス・ブルーウェーブと大阪近鉄バファローズの合併後、初めて作成されたチャンステーマである。当時のプロ野球再編問題を踏まえた「悲しみ乗り越え突き進め」という歌詞が特徴的であり、「真紅と蒼の魂」という歌詞には近鉄・オリックスの合併前におけるチームカラーが反映されている。
  - 試合終盤の一打同点・逆転・勝ち越し（サヨナラ）の大チャンスで使用されることが多い。
- 笑牛拳（2005年途中 - ）
  - 大量得点が入り押せ押せの場面や、試合終了後の応援（いわゆる二次会）で使用されることが多い。
- 欲球根性 〜河内のオッサンの丑〜（2013年 - ）
  - 歌詞やコールには河内弁が取り入れられている。
  - 試合中盤以降の大チャンスで使用されることが多い。
- 丑王 〜Bs HISTORY〜（2019年 - ）
  - 3番まで歌詞があり、オリックスおよび近鉄の両球団で平成時代に制作された応援歌の歌詞が散りばめられている。
  - 試合のターニングポイントとなるチャンスで使用されることが多い。
- BuffaRock 〜覇者の丑〜（2023年 - ）
  - 前年のパ・リーグ連覇および日本一を記念し制作された。
  - 試合中盤以降のチャンスで使用されることが多い。他のチャンステーマの使用後、さらにチャンスを迎えた場面で使用されることもある。

※隠しチャンステーマとして、吉田正尚の個人チャンステーマであった「境地ver.」や、旧近鉄バファローズのチャンステーマ4「紅の丑」が、年に数回ほど重要な試合で用いられる。また、近鉄バファローズ復刻デーでは、その他の旧チャンステーマも使用される。

#### マルチテーマ
- マルチテーマ1「讃丑歌」（2008年 - ）
  - ガガガSPと大阪私設應援團による合作。ガガガSPのアルバムにもカバーバージョンが収録されている[注 21]。
  - 毎試合、5回裏または6回表の攻撃開始時に1番のみ演奏される。
  - 得点が入り、なおもチャンスの場面で使用されることがある[注 22]。
- マルチテーマ2 「BuffaYell」（2021年途中 - ）
  - 球団初となる男女別の歌唱パートが取り入れられた応援歌である。当初は新型コロナウイルスの感染防止策のため歌唱ができない状況で使用されていたが、2023年より歌唱が解禁となった。
  - ランナーの有無に関わらず、押せ押せの場面で使用されることが多い。

### 福岡ソフトバンクホークス
- アッチャン（2013年途中 - ）
  - 原曲ははなわの「伝説の男 〜ビバ・ガッツ〜」。
  - 元は関東区域（東日本）で使用されていたが[注 23] 、2025年から全国の球場で使用されるようになった。

「アッチャン」以外は、区域ごとに異なるチャンステーマが使用される（ただしポストシーズンなど、特別な試合においてはその限りでない）。区域の分類は、九州区域（九州全域）、関東区域（東日本）、関西区域（九州を除く西日本）と呼ばれている。
- 九州区域・関西区域チャンステーマ「藤本」（1999年 - ）
  - 原曲は藤本博史の応援歌。
  - 曲末尾のコールは、九州では2015年から「行け！打て！○○熱くなれ」に変更。ただし九州以外の西日本地域では「かっとばせ○○」のままである。
  - 九州では特に、試合中盤以降の大チャンスで使用されることが多い[注 24]。

- 九州区域チャンステーマ「若井」（1999年 - ）
  - 原曲はPL学園高等学校の応援歌「ウィニング」、および若井基安の応援歌（交互に演奏される）。若井の応援歌時には左右に移動する振り付けがある。
  - 得点が入り、なおもチャンスの場面などで使用されることがある。
- 九州区域チャンステーマ「鷹の爪」（2013年 - ）
  - 原曲は『秘密結社鷹の爪NEO』のエンディングテーマ「マンボ de 鷹の爪」。
  - 2013年は「フラッグテーマ」という曲名で、ビクトリーフラッグを振りながら応援するスタイルであった。2014年に曲末尾のコールが変更となり、男女別にパートが設定された。
  - ややチャンスの場面（試合序盤など）で使用されることが多い。
- 関西区域チャンステーマ「鷹の道」（2003年 - ）
  - 原曲はガガガSPの「弱男」。
  - 試合終盤の一打同点・逆転・勝ち越し（サヨナラ）の大チャンスで使用されることが多い。
  - 奇数コーラスは太鼓・トランペットによって演奏されるが、偶数コーラスは歌と手拍子のみのアカペラになる。
- 関西区域チャンステーマ「アッコちゃん」（2012年 - ）
  - 原曲はテレビアニメ『ひみつのアッコちゃん』のエンディングテーマ「すきすきソング」。
  - 奇数コーラスは太鼓・トランペットによって演奏されるが、偶数コーラスは歌と手拍子のみのアカペラになる。
- 関西区域チャンステーマ「オオサカツンデレラ」（2014年途中 - ）
  - 原曲はDJ OZMAの「六本木ツンデレラ」。
- 関西区域チャンステーマ「令和」（2019年途中 - ）
  - 原曲はゴールデンボンバーの「令和」。
- 関東区域チャンステーマ「オス！チャンス（改）」（2014年途中 - ）
  - 原曲はパチスロ「押忍!番長2」のBGM「ラコタス・ランデブー」[注 25]。
  - 得点が入り、なおもチャンスの場面で使用されることが多い。
- 関東区域チャンステーマ「元祖・関東」（2001年途中 - ）
  - 前奏はビジターゲームでの試合開始ファンファーレと同一で、本編は南海およびダイエー時代のメインテーマ（応援歌がない選手用の汎用テーマ）。
  - 前奏と本編の間に入れるコールは、リード時は「突き放せ」、同点時は「勝ち越しだ」、ビハインド時は「逆転だ」と変化する。
- 関東区域チャンステーマ「北野」（2010年 - ）
  - 原曲は、前奏がTHE BLUE HEARTSの「人にやさしく」、本編が北野良栄の応援歌。
  - 元は北日本限定で使用されていた。

地域限定のチャンステーマ
- 青森限定チャンステーマ「ワークマン」（2018年 - ）
  - 原曲は青森県出身である吉幾三の「風に吹かれて…」（ワークマンのCMソング）[10]
- 佐賀限定チャンステーマ「唐津くんち」
  - 唐津市で開催される祭り「唐津くんち」の囃子（曳山囃子）をアレンジしたもの。
- 沖縄限定チャンステーマ「ハイサイおじさん」（2018年 - ）
  - 原曲は喜納昌吉&チャンプルーズの「ハイサイおじさん」。

#### マルチテーマ
- ホームゲーム用「勝利目指して」（2025年 - ）
- ビジターゲーム用「G.F.V（Go For Victory）」（2025年 - ）
  - 原曲はGirls be badの「歓びの歌」

## 日本代表（侍ジャパン）の試合における使用曲
- スーパースター（2013年 - ）
  - 第3回ワールド・ベースボール・クラシック （WBC）に合わせて制作された[注 26]。
  - 原曲は日本野球機構（NPB）公認曲であるタケカワユキヒデの「スーパースター」のサビ部分。
  - 下記の「チャンス侍」ができてからは、ややチャンスの場面で使用されるようになった。
- チャンス侍（2017年 - ）
  - 「侍ジャパン応援団」の常設化に合わせて、新たに制作された[11]。
  - メインのチャンステーマとして使用される。

## 過去の使用曲
個人チャンステーマを除く。マルチテーマなどは打席中に使用されるものに限る。

### 読売ジャイアンツ
- チャンスのテーマ
  - 1997年 - 99年の応援歌CDに収録されているが、球場では使用されていない。
- バタフライ2（2003年 - 2017年？）
  - 使用開始当初は、通常のバタフライを使用してチャンスが拡大すると、バタフライ2に切り替えていた。晩年には、単独使用された。
- テクノポリス（？ - 2001年頃）
- 日曜日よりの使者（2002年）
- 映画『大脱走』のテーマ（2002年）
- ナゴヤドーム限定チャンステーマ（2001年 - 2003年）
  - 三重高校の応援歌「レッツゴー三重」の流用で、原曲は「Let's Go Blue」。
- マサオ（2000年 - ）
  - 原曲は山本雅夫の応援歌
  - 2000年代後半から長らく使用されず、応援団作成の歌詞カードからも削除された。2012年シーズンから一時期復活したが、1軍では使用されなくなった（ファームの応援で使用される場合がある）。
- デューク（2004年 - ？）
  - 原曲はクリス・レイサムの二軍での応援歌。
  - 使用開始当初は大量リード時に使われ、晩年は主催試合勝利時の二次会でしか使われていなかった。
- 広島限定チャンステーマ「ライディーン」（2003年 - ）
  - 原曲はイエロー・マジック・オーケストラの「ライディーン」。
  - 読売ジャイアンツ応援団広島が遠征時には、東京ドームなど他球場でも使用されていた。
  - 1軍では使用されなくなったが、ファームの応援で使用される場合がある。
- 二軍チャンステーマ「だったん人の踊り」（2003年 - ？）
  - 一軍での使用実績あり。

### 東京ヤクルトスワローズ
- チャンステーマ（2002年）
  - 元は岩下正明の応援歌で、岩下への使用時よりキーを下げて演奏していた。原曲はビートルズの「バースデイ」。

- チャンステーマ（2005年オープン戦）
  - 原曲は一世風靡セピアの「前略、道の上より」。
- チャンステーマ（2005年）
  - 元は若松勉の応援歌。原曲は『必殺仕事人IV』のテーマ曲のイントロとペレス・プラード楽団の「闘牛士のマンボ」。
  - 2010年より青木宣親専用のチャンステーマとなり5年ぶりに復活したが、2011年オフに青木がメジャーリーグへ移籍したため、再びお蔵入りとなった（青木は2018年に復帰したが、このテーマの使用は再開されていない[注 27]）。しかし、2024年10月2日に行われた青木の引退試合で、1日限定でおよそ13年ぶりに演奏された[12]。
- チャンステーマ2（2008年）
  - オリジナル曲。
- ダッシュKEIO（1980年代 - 2010年代）
  - マルチテーマのような使われ方だった。

### 横浜DeNAベイスターズ
- チャンステーマ（2001年後半）
  - 原曲は横浜大洋ホエールズのメインテーマ（応援歌がない選手用の汎用テーマ）。
  - 翌年に新たなチャンステーマができると、この曲は右打者汎用テーマとなった。
- 打てっ！（2009年）
  - 原曲は『わんぱくダック夢冒険』の月面ステージのBGM。
  - 「チャンステーマ0」の前身にあたるが、歌詞やコールは全く異なる。Bメロまで演奏され、より原曲に近かった。
- つなげ！（2006年後半 - ？）
  - 原曲は清水義之の応援歌。
  - 送りバント・ヒットエンドランの場面で使用されていた。
- ハンターチャンス（2010年 - 2011年オープン戦）
  - 原曲はパチスロ「吉宗」4号機の鷹狩り演出のBGM。
- 二軍専用チャンステーマ（2000年 - 2018年）
  - 原曲は横浜大洋ホエールズのメインテーマ（応援歌がない選手用の汎用テーマ）で、横浜ベイスターズの右打者汎用テーマ。
- 二軍専用チャンステーマ「全開大須賀」（2011年 - 2018年）

### 中日ドラゴンズ
- チャンステーマ1（2002年途中 - 2014年）
  - 元は石井昭男かつゲーリー・レーシッチ以降の外国人打者（一部を除く）の応援歌で、チャンステーマ前半部分のメロディーのみが使用されていた。原曲は山本リンダの「狙いうち」。
- チャンステーマ2（2004年 - 2014年）
  - 原曲はアロンゾ・パウエルの応援歌。
- チャンステーマ3（2005年 - 2014年）
  - 元は川又米利の応援歌で、原曲は川口オートテーマソングの「ぶっちぎりの青春」。
  - 当初東京ドーム限定チャンステーマであったが、2006年シーズン途中よりナゴヤドームを始め他球場でも使用されるようになった。
- チャンステーマ4（2012年 -2014年）
  - 元は平野謙の応援歌で、原曲は『狼少年ケン』のオープニングテーマ。
  - 2006年には横浜スタジアム限定チャンステーマとして使用されていた。
- 横浜スタジアム限定チャンステーマ（2006年）
  - 元は島田芳明の応援歌で、原曲はマッハGoGoGoのオープニングテーマ。

- 関西限定チャンステーマ「紅」（2015年）
  - 原曲はX JAPANの「紅」。

### 阪神タイガース
- チャンステーマ（1999年 - 2004年）
  - 元は岡田彰布の応援歌。原曲は早稲田大学の「コンバットマーチ」。
- チャンス2000（2000年）
  - 原曲はスーパーファミスタの後攻BGM。
- 祭（2007年）
  - 主に広島猛虎会が応援のリードをする際に使用していた。しかし、メロディがチャンスにそぐわないと選手やコーチからの批判が噴出し[注 28]、使用開始後から勝率が悪化したこともあり、数試合でお蔵入りとなった。
- ショートチャンスマーチ（2006年 - 2009年）
- チャンス牙（2015年 - 2016年）

### 広島東洋カープ
- コンバットマーチ（1980年代 - ？）
  - 原曲は、前奏部分が早稲田大学の「コンバットマーチ」で、本編が「ダッシュKEIO」。
  - かつては一部の地域を除いて、汎用テーマ（応援歌がない選手が打席に立った時のテーマ）として使用されていたが、2008年にチャンステーマとしての位置付けになった。何年かしてチャンステーマとしての使用はされなくなり、イニング開始前や相手投手の交代時に使用されるようになった。
- 関西限定チャンステーマ（2002年 - 2006年）
  - 原曲は金本知憲の応援歌。
- チャンステーマ1（2001年 - 2007年）
  - 前奏は当初山本浩二の旧応援歌であったが、後にブラウンの応援歌のワンフレーズに変更された。
- チャンステーマ2「Hiroshima GOGOGO!!」（2002年 - ）
  - 原曲は浦和学院高等学校の応援曲（「怪物マーチ」の前奏+「オリジナルマーチ1」。「怪物マーチ」の原曲は拓大紅陵高等学校のチャンステーマ「チャンス紅陵」）。
  - 後年には、チャンステーマでなく「マルチテーマGo!」としてイニング開始前や相手投手の交代時に使用されることが多かった。
- ガラガラヘビがやってくる（2007年）
  - 原曲はブラウンの関東限定応援歌。
- 打ちまくれ（2007年 - 2008年）
  - 使用開始当初は関東限定であったが、2008年は全国で使用されていた。
- マメチャンス（西日本限定、2007年 - 2008年）
  - 元は西田真二の応援歌で、原曲は「タフアフアイ」。“マメ”は同曲がハウス食品の豆スナック「ジャック」のCMソングとして使用されていたことが由来。
  - 2013年にキラ・カアイフエ（ハワイ州出身）の応援歌として復活したが、2014年シーズン終了後に戦力外になったため、再びお蔵入りとなった。
- ハイパーユニオン（2012年途中 - ）
  - 原曲は明治大学野球部の応援曲。
  - 当初は打席中に用いられたが、現在では勝利した試合後に使用されるのが基本となっている。
- グローイングテーマ（2015年 - ？）
  - 原曲は喜田剛の応援歌。

### 北海道日本ハムファイターズ
- 古い日記（2016年限定）
  - 原曲は和田アキ子の同名楽曲。
  - 同曲のリリース年が、球団が創設された年と同じ74年であることから、「レジェンドシリーズ2016」の期間中限定で使用された。
- 二軍専用チャンステーマ
  - 原曲はTHE BIUE HEARTSの「リンダリンダ」。
- 二軍専用チャンステーマ
  - 原曲はアフラックのCMソング。
- 二軍専用チャンステーマ
  - 原曲はAKB48の「フライングゲット」。

### 東北楽天ゴールデンイーグルス
- ファイティングテーマ（2006年 - ？）
  - 大差でのビハインド時などに選手を鼓舞する目的で、ランナーの有無に関わらず使用された。
- E-Dream（2010年 - 2018年）
  - 原曲はリック・ショートの応援歌。
  - イニング開始前や相手投手の交代中などにも使用された。
- TOHOKU SPIRIT（2018年）
  - チャンスメイクの場面などに使用された。
- 北海道限定チャンステーマ1（2009年 - 2015年）
  - 原曲は札幌千秋庵製菓『山親爺』のCMソング。
- 北海道限定チャンステーマ1（2016年 - 2017年）
  - 原曲はV6の「TAKE ME HIGHER」。
- 北海道限定チャンステーマ2（2017年 - 2018年）
  - 原曲は駒澤大学の「コンバットマーチ」。
- 北海道限定チャンステーマ2018（2018年）
  - 後年に、同じ曲がベースボール・チャレンジ・リーグの神奈川フューチャードリームスのチャンステーマとして使用されるようになった。
- 東北限定チャンステーマ3（2016年 - 2017年）
  - 原曲はSCANDALの「メトロノーム」。
- 東北限定マルチテーマ（2017年）
  - 男女別に歌唱パートが設けられていた。
- 関東限定チャンステーマ（2010年 - 2018年）
- 関西限定チャンステーマ2（？年 - 2015年？）
- 関西限定チャンステーマ2（2016年 - 2018年）
  - 原曲は初音ミクの「白い雪のプリンセスは」。プロ野球の応援歌にVOCALOID楽曲が使用された初の事例である。
  - 先代の関西限定チャンステーマ2がお蔵入りになった影響で2016年より使用。
- 関西限定マルチテーマ2（2016年 - 2018年）
- 九州限定チャンステーマ2（2014年 - 2018年）
  - 原曲はテレビアニメ『みなみけ』のオープニングテーマ「経験値上昇中☆」。
- チャンステーマ「我らの願い」（2019年）

### 千葉ロッテマリーンズ
- OFFSPRINGの「What happened to you?」（1999年 - 2009年）
  - 千葉ロッテマリーンズの元祖チャンステーマ。
- コヨーテの「純情」（1999年後半 - 2009年）
  - 日本球界で初めてタオル回しが取り入れられた応援歌であった。
  - 晩年においては、二桁得点（10点）を挙げたタイミングに限って演奏された。
- Hi-STANDARDの「SHY BOY」（2000年 - 2009年）
- Oi-SKALL MATESの「Justice Calling 69」（2002年 - 2004年、2009年最終戦のみ）
- GOING STEADYの「愛しておくれ」（2007年 - 2009年）
  - 2003年から2006年までは垣内哲也の応援歌として使用された。
- Oi-SKALL MATESの「スキンヘッドランニング」（2004年 - 2009年、2016年）
  - 2016年に復活するも途中で使用中止になる。
- チャンステーマ2（2010年 - 2024年）
  - 原曲はコンピュータゲーム『熱血高校ドッジボール部』の「対抗試合」のBGM。
  - 大量リード時など非常に限られた場面でしか使用されなかった。
- チャンステーマ4（2013年 - 2024年）
- 二軍チャンステーマ「恋をとめないで」
  - 原曲はCOMPLEXの同名楽曲。
- 二軍チャンステーマ「ぼくドラえもん」
  - 後に杉山俊介の二軍応援歌となった。

※イニング前や相手投手の交代中なども含めて使用するマルチテーマは、他球団よりも数が多く入れ替わりも激しいため記載を省略する。

### 埼玉西武ライオンズ
- 関西限定チャンステーマ（1999年 - ？）
  - 元は石毛宏典（背番号7）の応援歌で、原曲は『ウルトラセブン』のテーマ。
- 福岡限定チャンステーマ（？ - 2004年？）
- 関西限定チャンステーマ（2001年？ - 2008年？）
  - 原曲は『宇宙戦艦ヤマト』の主題歌。

### オリックス・バファローズ
- 関東限定チャンステーマ（ブルーウェーブ時代）
  - 原曲は藤井康雄の応援歌。

### 近鉄バファローズ
- チャンステーマ1（1997年[要出典] - 2004年）
  - プロ野球界において初となるチャンステーマ。
  - 『暴れん坊将軍』テーマ曲。1991年にオジー・カンセコの応援歌として使用されたが、カンセコを放出して獲得したジェシー・リードにそのまま流用（1992年の退団まで）。その後、チャンステーマとして演奏されるようになった。
  - チャンステーマ2（タオルダンス）ができてからは、それに呼応して、扇子を使った振り付けが設定された。
  - 「いてまえ」コール（シャウト）3回→前奏→本編の流れであった。
- チャンステーマ3「踊る牛」「笑う牛」（2001年 - 2004年）
  - 「踊る牛」は試合中にチャンステーマとして、「笑う牛」は試合後のいわゆる二次会で演奏された。メロディーが同じで歌詞が異なる。
  - 得点が入った直後の打者に対して使用された。得点圏にランナーが残っているかどうかに関わらず、押せ押せであれば（ホームラン後のランナーがいない場面でも）使用された。
- チャンステーマ4「紅の丑」（2002年 - 2004年）
  - ビハインド時のチャンスメイクで使用された。主に、ランナーなしまたは一塁の状況で発動し、得点圏にランナーが進むとチャンステーマ2に切り替わることが多かった。最終回ビハインド時には2アウトランナーなしから必ず演奏され、そのまま敗戦するパターンが多かったため、一部ファンの間では「敗北のテーマ」と揶揄されていた。
- チャンステーマ5「パニ牛」（2003年 - 2004年）
  - チャンスが続いていると、チャンステーマ2ばかりではタオルダンスでファンが疲れてしまう、という理由で制作された。終盤で同点時のチャンスメイクでも用いられ、得点圏にランナーが進むとチャンステーマ1に切り替わることが多かった。
- 近鉄バファローズの歌（2004年限定）
  - 原曲は球団歌の一節。元は鈴木貴久の応援歌であったが、鈴木がコーチ在籍中に急逝したため、追悼の意味と天に昇った鈴木のパワーをもらうと言う意味でチャンステーマとして利用された。

### 福岡ソフトバンクホークス
廃止されたチャンステーマはなし。

## 学生野球での例
野球を始めとしたスポーツ競技の応援でチャンスにマーチ的な音楽を演奏する習慣・文化は、もともと大学野球の応援で始まったものである。
「チャンステーマ」という用語は主にプロ野球で用いられ、大学野球では通常時とチャンス時の応援パターンに大きな差がないため、単に「マーチ」や「応援曲」などと呼ばれることが多い。
「マーチ」や「応援曲」を野球応援に取り入れて普及する事に「コンバットマーチ」（早稲田大学応援部制作のオリジナル曲）が貢献したことから、学生野球の応援歌がひとくくりに「コンバットマーチ」と呼ばれる事もあるが、これは誤用である。その早稲田大学の「コンバットマーチ」に触発された東京六大学野球連盟のライバル校である慶應義塾大学応援指導部は、対抗して「ダッシュKEIO」を作り翌年のリーグ戦応援で披露した。これらライバル校間での応援強化はリーグ戦応援の雰囲気を盛り上げることに大いに貢献し、東京六大学内の他校にも次第に波及していった。
さらに後年になって二つ目・三つ目の応援マーチや前奏としてのファンファーレが制作され、さらにはこれら複数の応援マーチの連続演奏という形態に発展していった。このように曲毎に終了させることなくファンファーレや間奏で繋げてエンドレスにするものは、「チャンスパターン」または「チャンスパターンメドレー」と呼ばれるものの、チャンス時だけではなく通常時にも演奏されるのが一般的である。

## 社会人野球での例
社会人野球の応援形態の多く（特に全国大会常連のチーム）は大学野球の応援の模倣から始まっているため、プロ野球に多くみられるような選手別のヒッティングマーチという形態ではなく、タイミングやイニングに応じた同じ曲を繰り返し演奏する形態が主流となっている。また学生野球の場合と比べてより当該関係者以外の一般客を取り込んで雰囲気を盛り上げる必要性を考慮しているため、既存曲で有名な曲やなじみ深い曲を採用する場合が多い。ただし、全国大会常連チームの中には例外的に学生野球にみられるようなオリジナルのチャンステーマを作っているチームもある（例を以下に示す）。

### 現在の使用曲
- 全開HONDA（ホンダグループ（Honda、Honda鈴鹿、Honda熊本））[注 29]
- ボンバー君津（日本製鉄かずさマジック）[注 30]
- Let's Go TDK（TDK。元々はJTのチャンステーマだったが、同部廃部に伴い、TDKの応援団に譲渡された）
- ファイター（三菱自動車岡崎、三菱自動車倉敷オーシャンズ。三菱ふそう川崎の応援歌だったが、休部後は三菱系の応援団が使用している）[注 31]
- チャンス〜スパート（NTTグループ（NTT東日本、NTT西日本）。「チャンス」がコール部分、「スパート」が曲部分）
- ダイナミック・ファイターズ（NTT西日本）
- 輝彦（セガサミー)
- ヒットコール（日本製鉄瀬戸内)

### 過去の使用曲
- ファイヤー（セガサミー。得点圏にランナーがいるときにランダムに演奏された。ラテン系の打楽器を使う激しい曲調）[注 32]
- 新日鐵マーチ（新日鐵住金各部のうち旧新日鐵系各部および旧室蘭を事実上継承している室蘭シャークス。新日鐵各部で用いていたが、スポーツ支援体制の変更により一時新日本製鐵広畑のみが使用していた）[注 33]。